# Islandia w Konkursie Piosenki Eurowizji
Islandia uczestniczy w Konkursie Piosenki Eurowizji od 1986 roku. Od czasu debiutu konkursem w kraju zajmuje się islandzki nadawca publiczny Ríkisútvarpið (RÚV). 
Najwyższym wynikiem kraju w konkursie jest drugie miejsce, które w 1999 i 2009 roku zajęły Selma Björnsdóttir z piosenką „All Out of Luck” oraz Yohanna z piosenką „Is It True?”
Kraj z powodu uzyskania słabych wyników w 1997 i 2001 nie został dopuszczony do udziału w 43. i 47. Konkursie Piosenki Eurowizji.

## Uczestnictwo
Poniższa tabela uwzględnia wszystkich reprezentantów Islandii, tytuły konkursowych piosenek oraz wyniki w poszczególnych latach:
| Rok  | Artysta              | Piosenka             | Język                | Finał            | Finał            | Półfinał                    | Półfinał                    |
| Rok  | Artysta              | Piosenka             | Język                | Miejsce          | Punkty           | Miejsce                     | Punkty                      |
| ---- | -------------------- | -------------------- | -------------------- | ---------------- | ---------------- | --------------------------- | --------------------------- |
| 1986 | ICY                  | „Gleðibankinn”       | islandzki            | 16               | 19               | Brak rundy półfinałowej     | Brak rundy półfinałowej     |
| 1987 | Halla Margrét        | „Hægt og hljótt”     | islandzki            | 16               | 28               | Brak rundy półfinałowej     | Brak rundy półfinałowej     |
| 1988 | Beathoven            | „Þú og Þeir”         | islandzki            | 16               | 20               | Brak rundy półfinałowej     | Brak rundy półfinałowej     |
| 1989 | Daníel Ágúst         | „Það sem enginn ser” | islandzki            | 22               | 0                | Brak rundy półfinałowej     | Brak rundy półfinałowej     |
| 1990 | Stjórnin             | „Eitt lag enn”       | islandzki            | 4                | 124              | Brak rundy półfinałowej     | Brak rundy półfinałowej     |
| 1991 | Stefán & Eyfi        | „Draumur um Nínu”    | islandzki            | 15               | 26               | Brak rundy półfinałowej     | Brak rundy półfinałowej     |
| 1992 | Heart 2 Heart        | „Nei eða já”         | islandzki            | 7                | 80               | Brak rundy półfinałowej     | Brak rundy półfinałowej     |
| 1993 | Inga                 | „Þá veistu svarið”   | islandzki            | 13               | 42               | Kvalifikacija za Millstreet | Kvalifikacija za Millstreet |
| 1994 | Sigga                | „Nætur”              | islandzki            | 12               | 49               | Brak rundy półfinałowej     | Brak rundy półfinałowej     |
| 1995 | Bo Halldórsson       | „Núna”               | islandzki            | 15               | 31               | Brak rundy półfinałowej     | Brak rundy półfinałowej     |
| 1996 | Anna Mjöll           | „Sjúbídú”            | islandzki            | 13               | 51               | 10                          | 59                          |
| 1997 | Páll Óskar           | „Minn hinsti dans”   | islandzki            | 20               | 18               | Brak rundy półfinałowej     | Brak rundy półfinałowej     |
| 1999 | Selma Björnsdóttir   | „All Out of Luck”    | angielski            | 2                | 146              | Brak rundy półfinałowej     | Brak rundy półfinałowej     |
| 2000 | Einar Ágúst i Telma  | „Tell Me!”           | angielski            | 12               | 45               | Brak rundy półfinałowej     | Brak rundy półfinałowej     |
| 2001 | Two Tricky           | „Angel”              | angielski            | 23               | 3                | Brak rundy półfinałowej     | Brak rundy półfinałowej     |
| 2003 | Birgitta             | „Open Your Heart”    | angielski            | 8                | 81               | Brak rundy półfinałowej     | Brak rundy półfinałowej     |
| 2004 | Jónsi                | „Heaven”             | angielski            | 19               | 16               | Top 11                      | Top 11                      |
| 2005 | Selma                | „If I Had Your Love” | angielski            | –                | –                | 16                          | 52                          |
| 2006 | Silvía Night         | „Congratulations”    | angielski            | –                | –                | 13                          | 62                          |
| 2007 | Eiríkur Hauksson     | „Valentine Lost”     | angielski            | –                | –                | 13                          | 77                          |
| 2008 | Eurobandið           | „This Is My Life”    | angielski            | 14               | 64               | 8                           | 68                          |
| 2009 | Yohanna              | „Is It True?”        | angielski            | 2                | 218              | 1                           | 174                         |
| 2010 | Hera Björk           | „Je ne sais quoi”    | angielski, francuski | 19               | 41               | 3                           | 123                         |
| 2011 | Sjonni’s Friends     | „Coming Home”        | angielski            | 20               | 61               | 4                           | 100                         |
| 2012 | Gréta Salóme i Jónsi | „Never Forget”       | angielski            | 20               | 46               | 8                           | 75                          |
| 2013 | Eyþor Ingi           | „Ég á líf”           | islandzki            | 17               | 47               | 6                           | 72                          |
| 2014 | Pollapönk            | „No Prejudice”       | angielski            | 15               | 58               | 8                           | 61                          |
| 2015 | María Ólafs          | „Unbroken”           | angielski            | –                | –                | 15                          | 14                          |
| 2016 | Gréta Salóme         | „Hear Them Calling”  | angielski            | –                | –                | 14                          | 51                          |
| 2017 | Svala                | „Paper”              | angielski            | –                | –                | 15                          | 60                          |
| 2018 | Ari Ólafsson         | „Our Choice”         | angielski            | –                | –                | 19                          | 15                          |
| 2019 | Hatari               | „Hatrið mun sigra”   | islandzki            | 10               | 232              | 3                           | 221                         |
| 2020 | Daði i Gagnamagnið   | „Think About Things” | angielski            | Konkurs odwołany | Konkurs odwołany | Konkurs odwołany            | Konkurs odwołany            |
| 2021 | Daði i Gagnamagnið   | „10 Years”           | angielski            | 4                | 378              | 2                           | 288                         |
| 2022 | Systur               | „Með hækkandi sól”   | islandzki            | 23               | 20               | 10                          | 103                         |
| 2023 | Diljá                | „Power”              | angielski            | –                | –                | 11                          | 44                          |
| 2024 | Hera Björk           | „Scared of Heights”  | angielski            | –                | –                | 15                          | 3                           |
| 2025 | Væb                  | „Róa”                | islandzki            | 25               | 33               | 6                           | 97                          |

## Historia głosowania w finale (1986–2025)
Poniższe tabele pokazują, którym krajom Islandia przyznaje w finale najwięcej punktów oraz od których państw islandzcy reprezentanci otrzymują najwyższe noty.
| L.p. | Kraj      | Punkty |
| ---- | --------- | ------ |
| 1    | Szwecja   | 297    |
| 2    | Dania     | 200    |
| 3    | Norwegia  | 196    |
| 4    | Francja   | 146    |
| 5    | Finlandia | 127    |

| L.p. | Kraj            | Punkty |
| ---- | --------------- | ------ |
| 1    | Szwecja         | 142    |
| 2    | Dania           | 141    |
| 3    | Norwegia        | 133    |
| 4    | Wielka Brytania | 100    |
| 5    | Finlandia       | 90     |